# 나는 네가 캠퍼스에서 한 일을 알고 있다
《나는 네가 캠퍼스에서 한 일을 알고 있다》(영어: Tormented)는 2009년 공개된 영국의 공포 영화이다.

## 출연

### 주연
- 알렉스 페티퍼
- 에이프릴 피어슨

### 조연
- 디미트리 레오니다스
- 튜펜스 미들턴
- 캘빈 딘
- 조지아 킹
- 메리 나이
- 올리 알렉산더
- 제임스 플로이드
- 소피 우
- 휴 미첼
- 라리사 윌슨
- 루비 벤톨
- 톰 호퍼
- 제프 벨
- 로저 애쉬톤 그리피스
- 산드라 딕킨슨
- 케네스 콜라드
- 앤드리아 뉴랜드
- 크리스 윌슨

## 기타
- Line PD: 짐 스펜서
- 프로듀서: 토비 러쉬톤
- 협력프로듀서: 루크 몬태규
- 협력프로듀서: 우즈마 하산
- 미술: 줄리언 나겔
- 의상: 앨리슨 맥러플린
- 의상: 줄리안 데이
- 배역: 제레미 지머먼